# Joan Clapera i Mayà
Joan Clapera i Mayà, oft kurz „Clapera Mayà“ genannt (* 6. September 1929 in Olot; † 17. Januar 2018 ebenda) war ein katalanischer Maler, der in der Tradition der Schule von Olot stand. Er durchlief eine expressionistische und ab den 1960er Jahren hinsichtlich der Struktur eine kubistische, hinsichtlich der Farben eine fauvistische Phase. Ab den 1970er Jahren verschwand der Konstruktivismus in seinem Werk und ging an den Grenzen der Abstraktion in einen Surrealismus über. 
Clapera-Mayà besuchte von seinem 12. bis zu seinem 17. Lebensjahr die „Escola de Belles Artes“ in Olot. Aus familiären Gründen musste er die Ausbildung für ein paar Jahre abbrechen. 1953 kehrte er an die Kunstschule zurück und lernte dort Zeichnung, Malerei, Gravur und Emaille unter Anleitung von Martí Casadevall und Pere Gussinyé. 1955 trat er in die Künstlergruppe Cràter d’Art (deutsch: Krater der Kunst) ein. Nach der Teilnahme an einigen Wettbewerben hatte er im Jahr 1961 seine erste Individualausstellung in Olot. 
Clapera Mayà gehörte zu der um 1930 geborenen Künstlergeneration, die ähnlich wie die Olotenser Maler Josep Pujol, Pere Plana i Puig oder Àngel Codinach gegenüber den der klassischen Landschaftsmalerei verpflichteten Vorgängern nach dem spanischen Bürgerkrieg hoch kreativ und innovativ eine künstlerische Erneuerung der Schule von Olot hervorgebracht haben. Clapera Mayàs Bilder zeichnen sich vor allem durch eine naive Bewunderung der Feldarbeit aus. Sein Hauptmotiv in allen Abstraktionsstufen sind auf dem Feld stehende Strohpuppen (Strohschober) (katalanisch: pallers) und Vogelscheuchen (katalanisch: espantall oder espanta-ocells). In solchen Motiven verarbeitete er seine in der Kindheit bei ausgiebigen Wanderungen erworbene Liebe zur Garrotxa und der vulkanisch geprägten Landschaft um Olot. Die Landschaft im Werk Clapera Mayàs ist nicht einfach objektive Realität; sie ist etwas, das der Künstler selbst mit seiner Intuition und Sensibilität zum Leben erweckt.